# Sächsischer Landespokal 2017/18

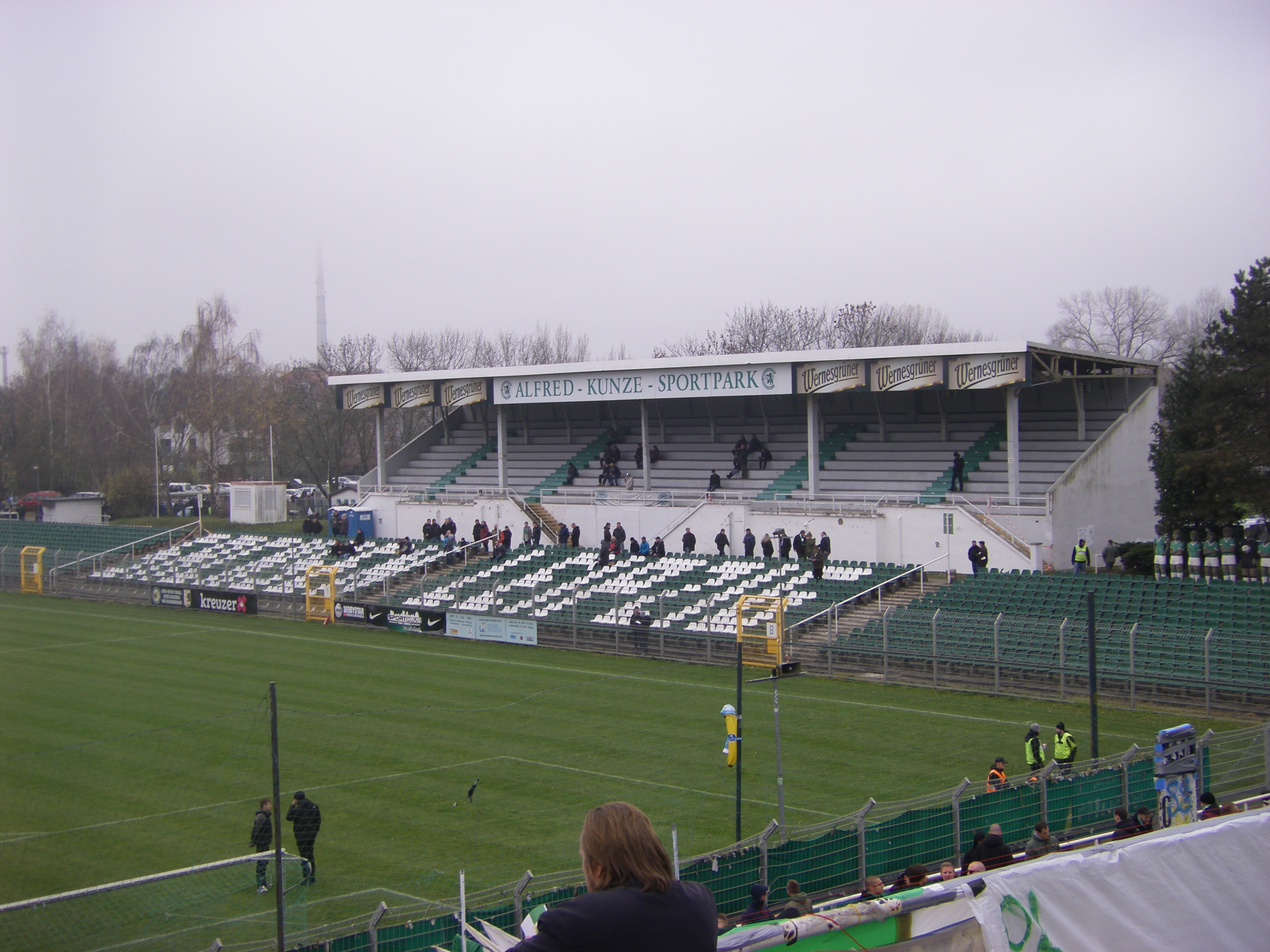
Alfred-Kunze-Sportpark

Der Sächsische Landespokal 2017/18 war die 28. Austragung des Sächsischen Landespokals (Sponsorenname: Wernesgrüner Sachsenpokal) der Männer im Amateurfußball. Der Landespokalsieger qualifizierte sich für den DFB-Pokal 2018/19.
Eröffnet wurde der Wettbewerb am 5. August 2017 mit der Erstrundenbegegnung zwischen dem FC Blau-Weiß Leipzig und den Kickers 94 Markkleeberg (3:0). Nachdem die beiden favorisierten Drittligisten, der FSV Zwickau und der Titelverteidiger Chemnitzer FC, überraschend bereits im Achtelfinale die Segel streichen mussten, qualifizierten sich mit der BSG Chemie Leipzig und dem FC Oberlausitz Neugersdorf zwei Regionalligisten für das Endspiel, das am 21. Mai 2018 zum ersten Mal seit der Saison 1994/95 im Leipziger Alfred-Kunze-Sportpark stattfand und in dem sich zum ersten Mal seit der Saison 1998/99 zwei Vereine gegenüberstanden, die den Sachsenpokal bis dato noch nie gewonnen hatten. Die BSG Chemie Leipzig entschied das Finale mit 1:0 (1:0) für sich und sicherte sich somit gleichermaßen ihren ersten Landespokalsieg und ihre erste Teilnahme am DFB-Pokal.

## Termine
Die Spiele des Sächsischen Landespokals 2017/18 wurden an folgenden Terminen ausgetragen:
1. Hauptrunde: 5. – 6. August 2017

2. Hauptrunde: 1. – 3. September 2017

3. Hauptrunde: 6. – 8. Oktober 2017

Achtelfinale: 31. Oktober – 1. November 2017

Viertelfinale: 11. – 12. und 22. November 2017

Halbfinale: 24. – 25. März 2018

Finale: 21. Mai 2018

## Teilnehmende Mannschaften
Für den Sächsischen Landespokal 2017/18 qualifizierten sich 98 Mannschaften (eine qualifizierte Mannschaft verzichtete allerdings auf die Teilnahme): Alle sächsischen Mannschaften der 3. Liga 2017/18, der Regionalliga Nordost 2017/18, der Oberliga Nordost 2017/18, der Sachsenliga 2017/18, der Landesklasse Sachsen 2017/18, sowie die dreizehn Kreis- bzw. Stadtpokalsieger der Saison 2016/17. Ausnahme sind zweite Mannschaften höherklassiger Vereine.
| 3. Liga 2017/18 (III) | Regionalliga Nordost 2017/18 (IV) | Oberliga Nordost 2017/18 (V) | Sachsenliga 2017/18 (VI) | Sachsenliga 2017/18 (VI) |
| --- | --- | --- | --- | --- |
| FSV Zwickau Chemnitzer FC | FC Oberlausitz Neugersdorf 1. FC Lokomotive Leipzig VfB Auerbach FSV Budissa Bautzen BSG Chemie Leipzig | Bischofswerdaer FV 08 Inter Leipzig VFC Plauen FC Eilenburg SV Einheit Kamenz | SSV Markranstädt FC Grimma VfL 05 Hohenstein-Ernstthal VfL Pirna-Copitz BSG Stahl Riesa VfB Empor Glauchau BSC Rapid Chemnitz FV Eintracht Niesky                                                                                                | Kickers 94 Markkleeberg Reichenbacher FC FC 1910 Lößnitz VfB Zwenkau 02 Großenhainer FV 90 SV Lipsia 93 Eutritzsch Radebeuler BC 08 |
| Landesklasse Sachsen 2017/18 (VII) | Landesklasse Sachsen 2017/18 (VII) | Landesklasse Sachsen 2017/18 (VII) | Landesklasse Sachsen 2017/18 (VII) | Kreispokalsieger 2016/17 (VIII) Kreisoberliga (IX) Kreisliga |
| - Staffel Nord: SG Taucha FC Blau-Weiß Leipzig HFC Colditz SV Liebertwolkwitz FSV Krostitz Bornaer SV ESV Delitzsch ATSV Frisch Auf Wurzen (verzichtete) FC Bad Lausick Roter Stern Leipzig Döbelner SC SV Eintracht Sermuth TSV Schildau SV Naunhof SG Rotation Leipzig SV Süptitz | - Staffel West: SG Handwerk Rabenstein Concordia Schneeberg FSV Motor Marienberg SV Olbernhau SV Merkur 06 Oelsnitz/Vogtland ESV Lok Zwickau FC Stollberg VfB Fortuna Chemnitz TSV Crossen BSV Gelenau TSV IFA Chemnitz SV Tanne Thalheim TSV Germania Chemnitz 08 FV Krokusblüte Drebach/Falkenbach SV Großrückerswalde 49 SSV Fortschritt Lichtenstein | - Staffel Mitte: BSC Freiberg SV Germania Mittweida BSV Sebnitz Hainsberger SV FV Gröditz Stahl Freital SG Motor Wilsdruff SV Bannewitz SV Wesenitztal SG Empor Possendorf Hartmannsdorfer SV Empor TuS Weinhböhla Barkas Frankenberg Coswiger FV | - Staffel Ost: SV Rot-Weiß Bad Muskau FV Dresden 06 Laubegast FSV 1990 Neusalza-Spremberg SG Weixdorf LSV Neustadt/Spree SG Crostwitz SV Oberland/Spree Dresdner SV SV Trebendorf FSV Oderwitz 02 SG Dresden Striesen SC Borea Dresden SV Zeißig | - Chemnitz: SpVgg Blau-Weiß Chemnitz (VIII) - Dresden: SV Helios 24 Dresden (VIII) - Erzgebirge: FSV Sosa (IX) - Leipzig: SG Leipziger Verkehrsbetriebe (VIII) - Meißen: LSV 61 Tauscha (VIII) - Mittelsachsen: TSV 1848 Flöha (VIII) - Muldental/Leipziger Land: Roßweiner SV (VIII) - Nordsachsen: FSV Wacker Dahlen (VIII) - Oberlausitz: SV Gebelzig 1923 (IX) - Sächsische Schweiz/Osterzgebirge: SG Motor Freital (VIII) - Vogtland: SC Syrau 1919 (VIII) - Westlausitz: DJK Sokol Ralbitz/Horka (VIII) - Zwickau: FSV Limbach-Oberfrohna (VIII) |

## Modus
Der Sächsische Landespokal wird im K.-o.-Modus ausgetragen, im Falle eines Unentschiedens nach 90 Minuten folgen Verlängerung und Elfmeterschießen. Die Paarungen werden vor jeder Runde ausgelost. Heimrecht hat stets die klassentiefere Mannschaft, sonst entscheidet die Reihenfolge der Ziehung bei der Auslosung. Das Heimrecht im Finale wird für den Fall einer Paarung aus zwei gleichklassigen Mannschaften separat ausgelost.
In der 1. Hauptrunde treten nur die Mannschaften der Sachsenliga, der Landesklasse und die Kreispokalsieger an, wobei es hier drei Freilose gibt. In der 2. Hauptrunde kommen die Mannschaften aus der Oberliga hinzu. Ab der 3. Hauptrunde greifen dann auch die Mannschaften aus der 3. Liga und der Regionalliga in den Wettbewerb ein.

## 1. Hauptrunde
| Datum     |                                      | Ergebnis              |                                         |
| --------- | ------------------------------------ | --------------------- | --------------------------------------- |
| 5.08.2017 | FC Blau-Weiß Leipzig (VII)           | 3:0                   | Kickers 94 Markkleeberg (VI)            |
| 5.08.2017 | VfB Fortuna Chemnitz (VII)           | 3:1                   | FSV Motor Marienberg (VII)              |
| 5.08.2017 | SV Gebelzig 1923 (IX)                | 1:4                   | SG Weixdorf (VII)                       |
| 5.08.2017 | Coswiger FV (VII)                    | 1:3                   | FSV Neusalza-Spremberg (VII)            |
| 5.08.2017 | SV Zeißig (VII)                      | 4:1                   | SV Rot-Weiß Bad Muskau (VII)            |
| 5.08.2017 | SV Wesenitztal (VII)                 | 1:1 n. V. (4:2 i. E.) | Dresdner SC (VII)                       |
| 5.08.2017 | SV Oberland/Spree (VII)              | 1:3 n. V.             | TuS Weinböhla (VII)                     |
| 5.08.2017 | Stahl Freital (VII)                  | 1:2                   | BSG Stahl Riesa (VI)                    |
| 5.08.2017 | ESV Delitzsch (VII)                  | 0:2                   | SG Handwerk Rabenstein (VII)            |
| 5.08.2017 | Bornaer SV (VII)                     | 2:3 n. V.             | ESV Lok Zwickau (VII)                   |
| 5.08.2017 | SV Tanne Thalheim (VII)              | 2:7 n. V.             | FV Krokusblüte Drebach/Falkenbach (VII) |
| 5.08.2017 | FC Stollberg (VII)                   | kampflos              | TSV Schildau (VII)                      |
| 5.08.2017 | SV Süptitz (VII)                     | 1:4                   | SV Lispia 93 Eutritzsch (VI)            |
| 6.08.2017 | SV Helios 24 Dresden (VIII)          | 1:3                   | SG Dresden Striesen (VII)               |
| 6.08.2017 | BSV Sebnitz (VII)                    | 2:2 n. V. (4:5 i. E.) | FV Eintracht Niesky (VI)                |
| 6.08.2017 | DJK Sokol Ralbitz/Horka (VIII)       | 2:1                   | FV Gröditz (VII)                        |
| 6.08.2017 | TSV 1848 Flöha (VIII)                | 0:3                   | SV Bannewitz (VII)                      |
| 6.08.2017 | SG Motor Freital (VIII)              | 1:4                   | SG Empor Possendorf (VII)               |
| 6.08.2017 | LSV 61 Tauscha (VIII)                | 1:1 n. V. (5:6 i. E.) | SG Crostwitz (VII)                      |
| 6.08.2017 | SV Germania Mittweida (VII)          | 6:2                   | SC Borea Dresden (VII)                  |
| 6.08.2017 | Barkas Frankenberg (VII)             | 2:2 n. V. (5:4 i. E.) | SG Motor Wilsdruff (VII)                |
| 6.08.2017 | BSC Freiberg (VII)                   | 3:2                   | LSV Neustadt/Spree (VII)                |
| 6.08.2017 | Hartmannsdorfer SV Empor (VII)       | 2:0                   | SV Trebendorf (VII)                     |
| 6.08.2017 | Hainsberger SV (VII)                 | 1:4                   | Großenhainer FV 90 (VI)                 |
| 6.08.2017 | SG Leipziger Verkehrsbetriebe (VIII) | 2:2 n. V. (5:6 i. E.) | VfB Empor Glauchau (VI)                 |
| 6.08.2017 | FSV Wacker Dahlen (VIII)             | 2:9                   | SV Olbernhau (VII)                      |
| 6.08.2017 | FSV Sosa (IX)                        | 1:4                   | FSV Krostitz (VII)                      |
| 6.08.2017 | SC Syrau 1919 (VIII)                 | 1:3                   | VfB Zwenkau 02 (VI)                     |
| 6.08.2017 | Roßweiner SV (VIII)                  | 1:4                   | BSC Rapid Chemnitz (VI)                 |
| 6.08.2017 | SpVgg Blau-Weiß Chemnitz (VIII)      | 3:1                   | SV Liebertwolkwitz (VII)                |
| 6.08.2017 | FSV Limbach-Oberfrohna (VIII)        | 0:2                   | FC Bad Lausick (VII)                    |
| 6.08.2017 | SV Naunhof (VII)                     | 8:1                   | TSV IFA Chemnitz (VII)                  |
| 6.08.2017 | Döbelner SC (VII)                    | 1:1 n. V. (4:5 i. E.) | TSV Germania Chemnitz (VII)             |
| 6.08.2017 | SV Merkur 06 Oelsnitz (VII)          | 1:5                   | VfL 05 Hohenstein-Ernstthal (VI)        |
| 6.08.2017 | HFC Colditz (VII)                    | 0:2                   | SG Taucha (VII)                         |
| 6.08.2017 | FV Dresden 06 Laubegast (VII)        | 5:3                   | SSV Fortschritt Lichtenstein (VII)      |
| 6.08.2017 | BSV Gelenau (VII)                    | 0:3                   | FC Grimma (VI)                          |
| 6.08.2017 | SV Eintracht Sermuth (VII)           | 0:3                   | SSV Markranstädt (VI)                   |
| 6.08.2017 | SG Rotation Leipzig (VII)            | 0:2                   | TSV Crossen (VII)                       |
| 6.08.2017 | SV Großrückerswalde (VII)            | 1:2                   | Reichenbacher FC (VI)                   |
| 6.08.2017 | Radebeuler BC (VI)                   | 1:0                   | VfL Pirna-Copitz (VI)                   |

Freilose: FC 1910 Lößnitz, Roter Stern Leipzig, Concordia Schneeberg.

## 2. Hauptrunde
| Datum     |                                         | Ergebnis                |                                  |
| --------- | --------------------------------------- | ----------------------- | -------------------------------- |
| 1.09.2017 | FV Eintracht Niesky (VI)                | 3:1                     | BSG Stahl Riesa (VI)             |
| 2.09.2017 | FC Grimma (VI)                          | 1:3 n. V.               | FC Eilenburg (V)                 |
| 2.09.2017 | SV Wesenitztal (VII)                    | 2:2 n. V. (3:5 i. E.)   | Radebeuler BC (VI)               |
| 2.09.2017 | FSV Oderwitz 02 (VII)                   | 6:2                     | Barkas Frankenberg (VII)         |
| 2.09.2017 | SV Zeißig (VII)                         | 1:1 n. V. (12:11 i. E.) | SG Empor Possendorf (VII)        |
| 2.09.2017 | TuS Weinböhla (VII)                     | 1:2                     | FSV Neusalza-Spremberg (VII)     |
| 2.09.2017 | Großenhainer FV 90 (VI)                 | 0:7                     | Bischofswerdaer FV (V)           |
| 2.09.2017 | FC Blau-Weiß Leipzig (VII)              | 1:2                     | VFC Plauen (V)                   |
| 2.09.2017 | VfB Zwenkau 02 (VI)                     | 3:0                     | SV Lipisia 93 Eutritzsch (VI)    |
| 2.09.2017 | FSV Krostitz (VII)                      | 2:1 n. V.               | SSV Markranstädt (VI)            |
| 3.09.2017 | DJK Sokol Ralbitz/Horka (VIII)          | 0:4                     | BSC Freiberg (VII)               |
| 3.09.2017 | SV Bannewitz (VII)                      | 0:0 n. V. (3:0 i. E.)   | SG Dresden Striesen (VII)        |
| 3.09.2017 | SG Weixdorf (VII)                       | 10:10                   | Hartmannsdorfer SV (VII)         |
| 3.09.2017 | FV Dresden 06 Laubegast (VII)           | 1:6                     | Einheit Kamenz (V)               |
| 3.09.2017 | SG Crostwitz (VII)                      | 4:1 n. V.               | SV Germania Mittweida (VII)      |
| 3.09.2017 | SV Naunhof (VII)                        | 3:1                     | FC Bad Lausick (VII)             |
| 3.09.2017 | FC Stollberg (VII)                      | 3:1                     | TSV Crossen (VII)                |
| 3.09.2017 | ESV Lok Zwickau (VII)                   | 2:1                     | Reichenbacher FC (VI)            |
| 3.09.2017 | SpVgg Blau-Weiß Chemnitz (VIII)         | 1:2                     | SG Taucha (VII)                  |
| 3.09.2017 | SG Handwerk Rabenstein (VII)            | 1:5                     | FC 1910 Lößnitz (VI)             |
| 3.09.2017 | FV Krokusblüte Drebach/Falkenbach (VII) | 0:6                     | Inter Leipzig (V)                |
| 3.09.2017 | TSV Germania Chemnitz (VII)             | 1:2                     | VfL 05 Hohenstein-Ernstthal (VI) |
| 3.09.2017 | SV Olbernhau (VII)                      | 1:0                     | Roter Stern Leipzig (VII)        |
| 3.09.2017 | VfB Fortuna Chemnitz (VII)              | 3:1                     | VfB Empor Glauchau (VI)          |
| 3.09.2017 | Concordia Schneeberg (VII)              | 4:4 n. V. (3:1 i. E.)   | BSC Rapid Chemnitz (VI)          |

## 3. Hauptrunde
| Datum     |                               | Ergebnis |                                  |
| --------- | ----------------------------- | -------- | -------------------------------- |
| 6.10.2017 | FSV Krostitz (VII)            | 0:4      | FSV Budissa Bautzen (IV)         |
| 6.10.2017 | 1. FC Lokomotive Leipzig (IV) | 7:2      | FV Eintracht Niesky (VI)         |
| 7.10.2017 | SV Zeißig (VII)               | 1:3      | BSG Chemie Leipzig (IV)          |
| 7.10.2017 | SG Taucha (VII)               | 1:2      | Inter Leipzig (V)                |
| 7.10.2017 | Radebeuler BC (VI)            | 2:0      | VFC Plauen (V)                   |
| 7.10.2017 | Concordia Schneeberg (VII)    | 1:3      | FC 1910 Lößnitz (VI)             |
| 7.10.2017 | VfB Fortuna Chemnitz (VII)    | 1:4      | VfL 05 Hohenstein-Ernstthal (VI) |
| 7.10.2017 | SG Weixdorf (VII)             | 0:4      | VfB Auerbach (IV)                |
| 8.10.2017 | SV Naunhof (VII)              | 0:9      | FC Oberlausitz Neugersdorf (IV)  |
| 8.10.2017 | SV Olbernhau (VII)            | 4:3      | VfB Zwenkau 02 (VI)              |
| 8.10.2017 | ESV Lok Zwickau (VII)         | 0:3      | Chemnitzer FC (III)              |
| 8.10.2017 | FC Eilenburg (V)              | 1:0      | SV Einheit Kamenz (V)            |
| 8.10.2017 | SG Crostwitz (VII)            | 0:5      | FSV Zwickau (III)                |
| 8.10.2017 | FSV Neusalza-Spremberg (VII)  | 1:3      | Bischofswerdaer FV (V)           |
| 8.10.2017 | SV Bannewitz (VII)            | 3:2      | FC Stollberg (VII)               |
| 8.10.2017 | BSC Freiberg (VII)            | 3:5      | FSV Oderwitz 02 (VII)            |

Der FV Eintracht Niesky verzichtete auf das Heimrecht.

## Achtelfinale
| Datum      |                                  | Ergebnis              |                                 |
| ---------- | -------------------------------- | --------------------- | ------------------------------- |
| 31.10.2017 | VfB Auerbach (IV)                | 2:1                   | Chemnitzer FC (III)             |
| 31.10.2017 | FSV Oderwitz 02 (VII)            | 2:2 n. V. (3:2 i. E.) | FC 1910 Lößnitz (VI)            |
| 31.10.2017 | BSG Chemie Leipzig (IV)          | 4:2                   | FSV Zwickau (III)               |
| 31.10.2017 | SV Olbernhau (VII)               | 0:5                   | FC Oberlausitz Neugersdorf (IV) |
| 31.10.2017 | SV Bannewitz (VII)               | 2:3 n. V.             | Radebeuler BC (VI)              |
| 31.10.2017 | VfL 05 Hohenstein-Ernstthal (VI) | 2:2 n. V. (4:5 i. E.) | Inter Leipzig (V)               |
| 31.10.2017 | FC Eilenburg (V)                 | 2:2 n. V. (4:5 i. E.) | Bischofswerdaer FV (V)          |
| 1.11.2017  | 1. FC Lokomotive Leipzig (IV)    | 0:3                   | FSV Budissa Bautzen (IV)        |

## Viertelfinale
| Datum      |                         | Ergebnis  |                                 |
| ---------- | ----------------------- | --------- | ------------------------------- |
| 11.11.2017 | Bischofswerdaer FV (V)  | 1:3 n. V. | VfB Auerbach (IV)               |
| 11.11.2017 | BSG Chemie Leipzig (IV) | 1:0       | FSV Budissa Bautzen (IV)        |
| 12.11.2017 | Inter Leipzig (V)       | 1:2       | FC Oberlausitz Neugersdorf (IV) |
| 22.11.2017 | FSV Oderwitz 02 (VII)   | 0:4       | Radebeuler BC (VI)              |

## Halbfinale
Im Rahmen der Auslosung zu den Halbfinalpaarungen wurde außerdem per Auslosung festgelegt, dass im Falle einer Finalpaarung aus zwei gleichklassigen Mannschaften der Sieger der Halbfinalpartie VfB Auerbach – BSG Chemie Leipzig im Finale Heimrecht haben würde.
| Datum      |                    | Ergebnis |                                 |
| ---------- | ------------------ | -------- | ------------------------------- |
| 24.03.2018 | Radebeuler BC (VI) | 1:3      | FC Oberlausitz Neugersdorf (IV) |
| 25.03.2018 | VfB Auerbach (IV)  | 0:1      | BSG Chemie Leipzig (IV)         |

## Finale
| BSG Chemie Leipzig                               | BSG Chemie Leipzig | FC Oberlausitz Neugersdorf | FC Oberlausitz Neugersdorf |
| ------------------------------------------------ | --- | --- | -------------------------- |
| BSG Chemie Leipzig                               | \| 21. Mai 2018 in Leipzig (Alfred-Kunze-Sportpark) \| \| Ergebnis: 1:0 (1:0) \| \| Zuschauer: 4.999 \| \| Schiedsrichter: Marek Nixdorf \| \| Spielbericht \| | \| 21. Mai 2018 in Leipzig (Alfred-Kunze-Sportpark) \| \| Ergebnis: 1:0 (1:0) \| \| Zuschauer: 4.999 \| \| Schiedsrichter: Marek Nixdorf \| \| Spielbericht \| | FC Oberlausitz Neugersdorf |
| BSG Chemie Leipzig                               | Julien Latendresse-Levesque – Sasche Rode (62. Marco Trogrlic), Stefan Karau , Manuel Wajer, Benjamin Schmidt, Lars Schmidt, Daniel Heinze (75. Rintarō Yajima), Marc Böttger, Alexander Bury, Nikolas Ludwig (85. Florian Schmidt), Pierre Merkel Cheftrainer: Dietmar Demuth | Samuel Aubele – Milan Matula, Antonín Rosa (27. Pedro Henrique Belini Fagan), Karl Petrick, Ronald Wolf , Jan Štohanzl, Štěpán Vachoušek, Jaroslav Dittrich, Dimitrios Komnos (65. Josef Marek), Jordi (85. Dennis Blaser), Bocar Djumo Cheftrainer: Manfred Weidner | FC Oberlausitz Neugersdorf |
| BSG Chemie Leipzig                               | 1:0 Alexander Bury (22.) | | FC Oberlausitz Neugersdorf |
| BSG Chemie Leipzig                               | Daniel Heinze (52.), Julien Latendresse-Levesque (89.) | Pedro Henrique Belini Fagan (66.), Stepan Vachousek (90.+4') | FC Oberlausitz Neugersdorf |
| 21. Mai 2018 in Leipzig (Alfred-Kunze-Sportpark) | | |                            |
| Ergebnis: 1:0 (1:0)                              | | |                            |
| Zuschauer: 4.999                                 | | |                            |
| Schiedsrichter: Marek Nixdorf                    | | |                            |
| Spielbericht                                     | | |                            |

## Der Sachsenpokalsieger im DFB-Pokal 2018/19
Im DFB-Pokal gelang der BSG Chemie Leipzig in der 1. Hauptrunde ein Überraschungserfolg: Sie konnte trotz eines zwischenzeitlichen 0:1-Rückstandes den Zweitligisten SSV Jahn Regensburg ausschalten und zog als erster Sachsenpokalvertreter seit 2014 (Chemnitzer FC) in die 2. Hauptrunde ein. Dort kam es zu einem weiteren Duell mit einem Vertreter der 2. Bundesliga, dem SC Paderborn, gegen den die BSG Chemie allerdings chancenlos war. Somit war es weiterhin keinem Sächsischen Landespokalsieger gelungen, im DFB-Pokal die Runde der letzten 16 zu erreichen.
| Datum      |                    | Ergebnis  |                     | Runde         | Tore                                                                           |
| ---------- | ------------------ | --------- | ------------------- | ------------- | ------------------------------------------------------------------------------ |
| 19.08.2018 | BSG Chemie Leipzig | 2:1 (0:1) | SSV Jahn Regensburg | 1. Hauptrunde | 0:1 Julian Derstroff (20.), 1:1 Philipp Wendt (68.), 2:1 Kai Druschky (90.+1') |
| 30.10.2018 | BSG Chemie Leipzig | 0:3 (0:2) | SC Paderborn 07     | 2. Hauptrunde | 0:1 Babacar Guèye (18.), 0:2 Uwe Hünemeier (28.), 0:3 Babacar Gueye (60.)      |